# Breaking Point (canção)
"Breaking Point" é o primeiros single do segundo álbum da cantora estadunidense Keri Hilson. A canção foi escrita pela própria cantora e contou com a produção de Timbaland. A canção foi lançada em 7 de Setembro de 2010 como download digital.

## Concepção
A canção refere-se a forma como as pessoas vêem os relacionamentos e, mostra esperar que os homens possam tratar as mulheres com mais respeito e amor. Keri Hilson disse que "a música é sobre aquela fase que toda mulher chega quando as desculpas dadas pelos homens não são mais aceitas. Se você não é homem o suficiente para assumir, então siga em frente".

## Videoclipe
Através de suas contas no microblogging Twitter e da rede social Facebook, Hilson confirmou que o videoclipe começará ser gravado em 10 de Setembro de 2010 e, ainda confirmou que Bryan Barber é o diretor. O vídeo foi filmado na cidade natal de Keri, Atlanta.

## Recepção da crítica
A crítica Sara D. Anderson, do blog da AOL Radio, disse que "diante da batida 'nem lenta nem rápida' produzida por Timbaland, Hilson sabe como incorporar a seu estilo vocal algo, que mais parece uma espontâneo gospel, enquanto ela fala sobre as leis do amor, afirmando 'algumas mulheres podem mentir para si mesmas/E enganar a si mesma', mas, admite 'há um limite para o meu amor'". Mariel Concepcion, da Billboard, diz que a canção lembra "Give It to Me Right", de Melanie Fiona, e "Why Don't You Love Me?, de Beyoncé. Para a crítica, a canção de Keri encoaraja as mulheres que enfrentam algum tipo de abuso.

## Desempenho nas paradas
| Paradas (2010)                  | Melhor posição |
| ------------------------------- | -------------- |
| EUA Billboard R&B/Hip-Hop Songs | 44             |

## Histórico de lançamento
| País           | Data                  | Formato          | Gravadora          |
| -------------- | --------------------- | ---------------- | ------------------ |
| Estados Unidos | 7 de Setembro de 2010 | Download digital | Interscope Records |